# Ambo (Guinea Ecuatorial)
Ambo es una localidad de la provincia e isla de Annobón, situada en el golfo de Guinea y perteneciente a Guinea Ecuatorial.